# 의료원
의료원은 기본적으로 병원과 의원을 함께 이르는 말로, 다음을 의미한다.
- 국립중앙의료원
- 서울특별시 서울의료원
- 삼성의료원
- 경기도의료원
- 연세대학교 의료원
- 인천광역시의료원
- 부산광역시의료원
- 충청남도 서산의료원
- 전라북도 남원의료원
- 전라북도 군산의료원
- 충청북도 충주의료원
- 전라남도순천의료원
- 전라남도강진의료원
- 경상북도안동의료원
- 경상북도김천의료원
- 경상북도포항의료원
- 강원특별자치도강릉의료원
- 강원특별자치도영월의료원
- 강원특별자치도속초의료원
- 강원특별자치도삼척의료원
- 강원특별자치도원주의료원
- 대구의료원
- 경희대학교의료원
- 경상남도마산의료원
- 충청남도 홍성의료원
- 충청남도 공주의료원
- 충청남도 천안의료원
- 제주특별자치도서귀포의료원
- 충청북도 청주의료원
- 목포시의료원
- 제주특별자치도제주의료원
- 울진군의료원
- 진안군의료원
- 아주대학교병원
- 삼육서울병원
- 영남대학교병원
- 고려대학교 의료원
- 고신대학교복음병원
- 동국대학교 의료원
- 한림대학교 의료원
- 한양대학교 의료원
- 계명대학교 동산의료원
- 이화여자대학교 의료원
- 가톨릭중앙의료원
- 중앙대학교의료원
- 순천향대학교 중앙의료원
- 경상남도진주의료원
- 성남시의료원
- 연천군보건의료원
- 화천군보건의료원

## 같이 보기
- 대한민국의 병원 목록

| Disambiguation icon | 이 문서는 명칭이 같고 같은 종류에 속하는 여러 대상을 연결하는 색인 문서입니다. |